# Bataille de White Plains
Guerre d'indépendance des États-Unis
Batailles
- Long Island
- Kips Bay
- Harlem Heights
- Pell's Point
- White Plains
- Fort Washington
- Embuscade de Geary (en)
- Iron Works Hill
- Traversée du Delaware par George Washington
- Trenton
- Assunpink Creek
- Princeton
- Guerre du fourrage (en)
- Millstone

La bataille de White Plains fait partie de la campagne de New York, dans la guerre d'indépendance américaine. Elle a eu lieu le 28 octobre 1776. Suivant le repli vers le nord de l'Armée continentale menée par le général George Washington, le général britannique William Howe fit débarquer ses troupes dans le comté de Westchester dans la visée de couper la retraite des Américains. Alerté, Washington se replia plus loin et établit ses forces dans le village de White Plains, sans parvenir à contrôler totalement la hauteur. Les troupes de Howe délogèrent les soldats américains d'une colline située près du village, ce qui poussa Washington à ordonner une retraite plus au nord.
Après la bataille, l'avancée des Britanniques poussa Washington dans le New Jersey et en Pennsylvanie. Traversant le Delaware, Washington surprit une brigade de troupes hessiennes le 26 décembre durant la bataille de Trenton.

## Contexte
Le général britannique William Howe, après avoir évacué Boston en mars 1776, regroupa ses forces à Halifax en Nouvelle-Écosse, et embarqua en juin pour une campagne visant à s'emparer de New York. La campagne débuta avec le débarquement de Staten Island au début du mois de juillet. Les troupes britanniques débarquèrent également, sans opposition, sur Long Island le 22 août, au sud de la zone où l'Armée continentale de George Washington avaient mis en place leurs défenses.
Ayant perdu la bataille de Long Island le 27 août, le général Washington et son armée de 9 000 hommes s'échappèrent durant la nuit du 29 au 30 août, regagnant York Island (aujourd'hui appelée Manhattan). Le général Howe y débarqua le 15 septembre, mais l'avancée britannique fut stoppée le jour suivant à Harlem Heights. Après un débarquement avorté à Throggs Neck, il fit débarquer ses troupes à Pell's Point, où les Américains combattirent, le 18 octobre. Le but était d'entreprendre une manœuvre d'encerclement qui piégerait Washington entre cette armée, les troupes britanniques restées sur Manhattan, et l'Hudson où les navires de guerre de la Royal Navy étaient en position de supériorité. Howe établit son camp à New Rochelle, mais une partie de son avant-garde était près de Mamaroneck, à 11 km seulement de White Plains, où se trouvait un dépôt d'approvisionnement de l'Armée continentale défendu par peu d'hommes.

## Prélude
Le 20 octobre Washington envoya le colonel Rufus Putnam effectuer une mission de reconnaissance depuis son camp à Harlem Heights. Putnam découvrit l'emplacement des troupes britanniques et put évaluer le danger. Dès qu'il eut fait son rapport à Washington ce soir-là, le général l'envoya pour donner à William Alexander, dont les troupes étaient situées plus au nord, l'ordre de marcher immédiatement vers White Plains. Les troupes y parvinrent à neuf heures du matin le 21 octobre, suivies par d'autres régiments de l'armée tout au long de la journée. Washington décida de replier la plupart de ses troupes à White Plains, laissant une garnison de 1 200 hommes sous les ordres de Nathanael Greene pour défendre Fort Washington sur Manhattan. L'armée du général Howe se déplaça lentement, les troupes placées au centre et à droite suivirent la route reliant New Rochelle à White Plains, pendant qu'un régiment de Loyalistes occupait Mamaroneck. Un détachement des forces de Lord Stirling dirigé par John Haslet l'attaqua cette nuit-là et captura plus de trente Britanniques et des vivres, au prix de plusieurs morts et de quinze blessés. Apprenant l'attaque, Howe envoya des soldats de son aile droite occuper Mamaroneck. Le 22 octobre, le débarquement à New Rochelle apporta 8 000 renforts à Howe, dirigés par Wilhelm von Knyphausen.

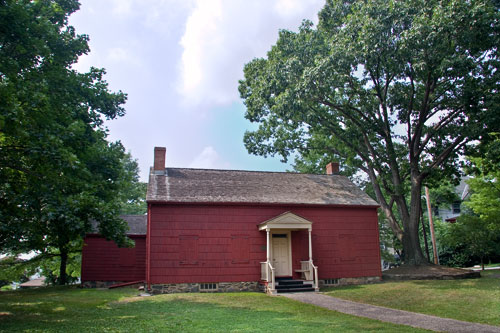
Jacob Purdy House, le quartier général de George Washington.

Washington établit son quartier général à la Elijah Miller House à North White Plains le 23 octobre, sélectionna un poste de défense qu'il fortifia en faisant creuser deux lignes de tranchée, situées en hauteur, protégées sur la droite par un marais proche de la Bronx River, et surplombé à l'arrière par des collines plus hautes qui pouvaient servir de lieu de retraite. Les défenses américaines occupaient une ligne de 4,8 km ; au-delà, sur la droite, se tenait Chatterton's Hill, une hauteur depuis laquelle on pouvait surveiller la plaine où passeraient les Britanniques, et où s'installèrent plusieurs centaines de miliciens, dont ceux du Massachusetts placés sous les ordres de John Brooks.
Les 24 et 25 octobre, l'armée de Howe quitta New Rochelle pour Scarsdale, où elle établit un campement couvrant la rive est de la Bronx. Ce fut fait dans l'intention d'empêcher le passage aux troupes du général américain Charles Lee, qui réussit à éviter les Britanniques en changeant de route et en effectuant une marche forcée durant la nuit. Howe resta à Scarsdale jusqu'au matin du 28 octobre, date à laquelle il ordonna de marcher sur White Plains. Les troupes de l'aile droite étaient dirigées par le général Henry Clinton ; l'aile gauche comptait surtout des Hessiens commandés par le général von Heister.

## La bataille
Tandis que Washington inspectait le terrain pour déterminer le meilleur emplacement pour ses troupes, des messagers lui apprirent que les Britanniques avançaient. Retournant à son quartier général, il envoya 1 500 hommes sous le commandement de Joseph Spencer pour ralentir l'armée britannique ; il envoya aussi Haslet et le 1er régiment du Delaware, ainsi que la brigade d'Alexander McDougall's (le 3e régiment de New York, commandé par Ritzema, celui du Connecticut, par Webb, celui du Maryland, par Smallwood, et le régiment de McDougall) comme renforts sur Chatterton Hill.
Les forces de Spencer traversèrent la Bronx, s'installèrent derrière un mur de pierre et échangèrent des coups de feu avec les Hessiens menés par Johann Rall qui composaient l'avant-garde de la colonne gauche des Britanniques. Finalement forcés de battre en retraite lorsque la colonne de Clinton menaça leur flanc, ces compagnies se replièrent de l'autre côté de la Bronx, pendant que les tirs des troupes placées sur Chatterton Hill faisaient couverture. Les troupes de Rall essayèrent de gagner la colline mais furent repoussées par les soldats et miliciens d'Haslet, et battirent en retraite, montant sur une colline située à proximité sur la même rive de la rivière. Cette défense concertée fit stopper toute l'armée britannique, qui avait jusqu'alors manœuvré comme pour attaquer la ligne américaine entière.
Alors que Howe et son état-major décidaient de la marche à suivre, l'artillerie hessienne placée sur la gauche ouvrit le feu sur la colline et réussit à pousser les miliciens américains paniqués à battre en retraite. L'arrivée de McDougall et de sa brigade permit leur ralliement, et une ligne de défense fut mise en place, avec les miliciens sur l'aide droite et les Continentaux disposés le long du sommet. Howe donna alors ses ordres, et, pendant que la plus grande part de son armée attendait, un détachement de Britanniques et de Hessiens (placés à l'avant) fut envoyé pour prendre la colline. Rall devait charger l'aile droite des Américains, pendant qu'un bataillon hessien dirigé par Donop (comprenant les grenadiers de Linsing, Mingerode, Lengereck et Kochler, et le régiment de Donop) devait attaquer le centre ; enfin, une colonne britannique sous les ordres du général Leslie (comprenant les 5e, 28e, 35e et 49e régiments d'infanterie) devait attaquer la droite. Mais les soldats de Donop soit eurent des difficultés pour traverser la rivière, soit ne voulaient pas le faire ; aussi des Britanniques furent le premier à effectuer la traversée. La charge de Rall dispersa les miliciens sur la droite des Américains, laissant le flanc des régiments du Maryland et de New York exposé tandis qu'ils tiraient sur leurs attaquants britanniques, ce qui stoppa temporairement l'avancée ennemie. Toute la ligne américaine fut forcée de battre en retraite vers le nord, bénéficiant d'une couverture de la part du régiment du Delaware d'Haslet, qui, placé sur l'aile gauche, fut le dernier à quitter la colline. Le combat fut intense, et les deux camps subirent de nombreuses pertes jusqu'à ce que les Continentaux parviennent à se replier de manière ordonnée.

## Morts et blessés

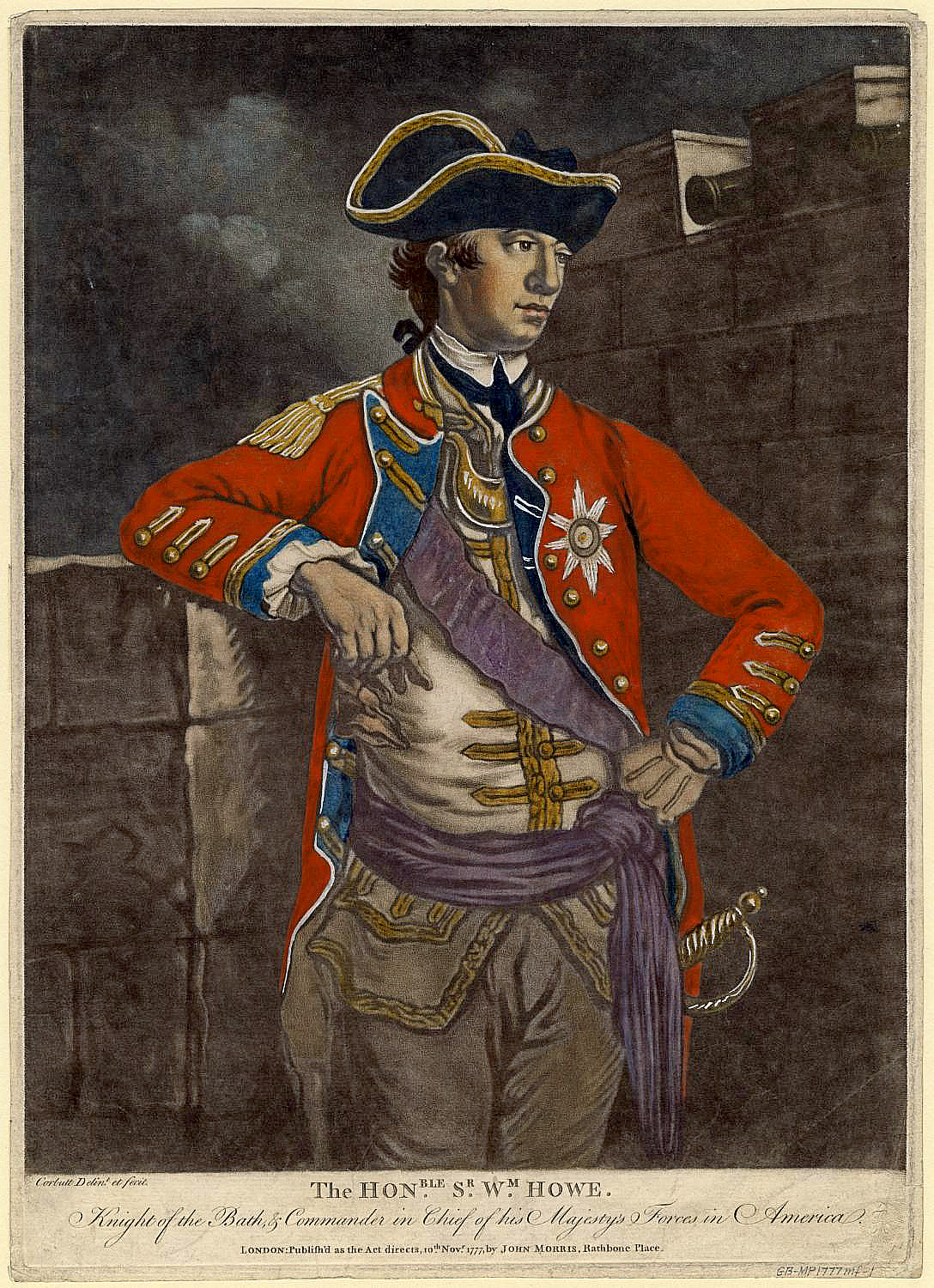
Portrait du général Howe par Charles Corbutt, ca. 1777

Dans son History of the British Army, John William Fortescue indique que les pertes dans les troupes de Howe s'élevaient à 214 Britanniques et à 88 Hessiens. Cependant, Rodney Atwood fait remarquer que l'estimation de Fortescue concernant les pertes hessiennes incluent l'intégralité de leurs pertes du 19 jusqu'au 28 octobre, et que par conséquent celles advenues durant la bataille de White Plains s’élèveraient à 53 personnes, ce qui donnerait un total de 267 Britanniques et Hessiens tués, blessés ou disparus à White Plains. Henry Dawson quant à lui estime les pertes de Howe à 47 morts, 182 blessés et 4 disparus. Les pertes américains sont incertaines. Theodore Savas et J. David Dameron donnent une fourchette de 150 à 500 morts, blessés et capturés. Samuel Roads dénombre 47 morts et 70 blessés. Henry Dawson indique 50 morts, 150 blessés et 17 disparus pour les régiments de McDougall et de Spencer, mais n'a pas d'information concernant celles du régiment d'Haslet ou des unités de la milice du Massachusetts.

## Après la bataille
Les deux généraux restèrent où ils étaient pendant deux jours : Howe renforça sa position sur Chatterton Hill et Washington organisa son armée pour effectuer la retraite dans les collines. Avec l'arrivée d'autres troupes commandées par Lord Percy, le 30 octobre, Howe prévit une attaque contre les Américains le lendemain ; cependant, une pluie battante tomba durant tout ce jour-là, et, lorsque Howe fut prêt, Washington était déjà parti, ayant ordonné le repli au nord durant la nuit du 31 octobre. Les Américains établirent un camp près de North Castle.
Howe décida de ne pas les suivre et essaya sans succès d'attirer les Américains hors du camp. Le 5 novembre il fit tourner son armée vers le sud pour éliminer les restes de l'Armée continentale présents à Manhattan, tâche qu'il acheva le 16 novembre avec la bataille de Fort Washington.
Washington traversa ensuite l'Hudson à Peekskill avec une grande part de son armée, laissant à l'arrière les régiments de Nouvelle-Angleterre chargés de garder les réserves d'approvisionnement et les principaux endroits où s'effectuait la traversée du fleuve. Plus tard, les Britanniques pourchassèrent Washington et ses forces dans le New Jersey et la Pennsylvanie, tout en établissant une série d'avant-postes dans le New Jersey. Washington, saisissant une occasion de victoire qui permettrait de remonter le moral des Américains, traversa le Delaware et surprit les troupes de Rall à la bataille de Trenton, le 26 décembre.

## Mémoire

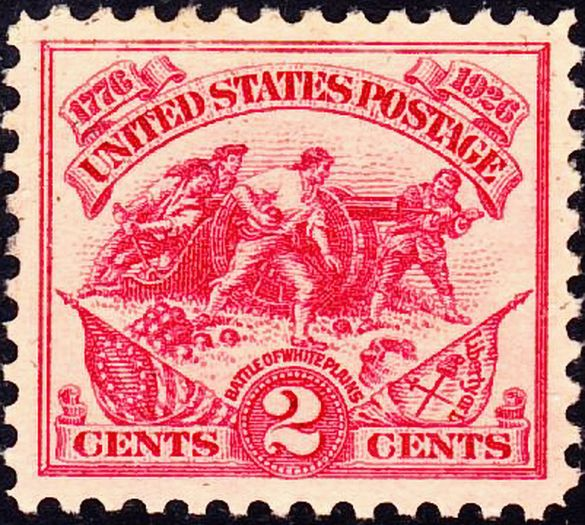
Timbre-poste de 1926.

Chaque année, aux alentours de l'anniversaire de la bataille, ou le jour même, la White Plains Historical Society organise une commémoration de l'évènement dans la Jacob Purdy House à White Plains.
Deux navires de l'United States Navy ont été nommés d'après la bataille de White Plains : l'USS White Plains (CVE-66), un porte-avions d'escorte durant la Seconde Guerre mondiale, et le transporteur USS White Plains (AFS-4), désaffecté en 1995 à la suite de dégâts importants lors du Typhon Omar de 1992,.

## Annexes

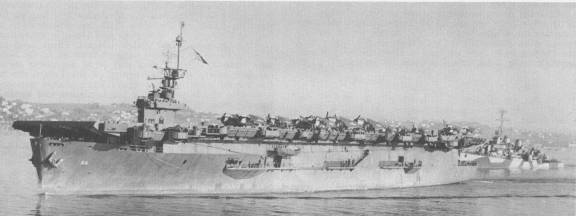
Le USS White Plains CVE-66 à San Diego.